# Vitčický les
Vitčický les je přírodní rezervace poblíž obce Vitčice v okrese Prostějov. Území je ve správě Krajského úřadu Olomouckého kraje.

## Předmět ochrany
Důvodem ochrany je lesní porost složením velmi blízký lesním porostům tohoto vegetačního stupně. Cenné je i bylinné patro se zastoupením brčálu menšího (Vinca minor), konvalinky vonné (Convallaria majalis), kokoříku mnohokvětého (Polygonatum multiflorum) a dalších.

## Fotogalerie

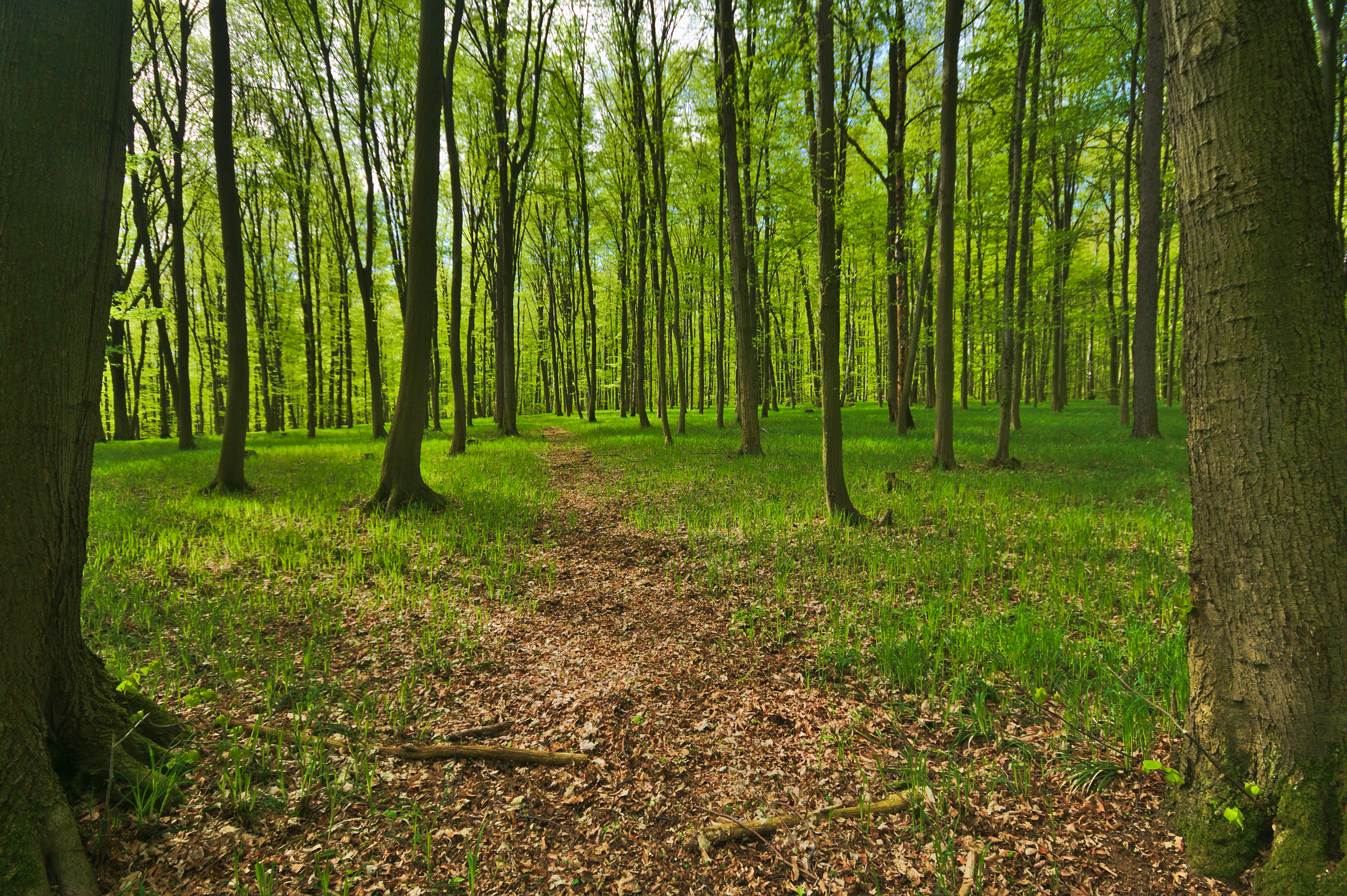
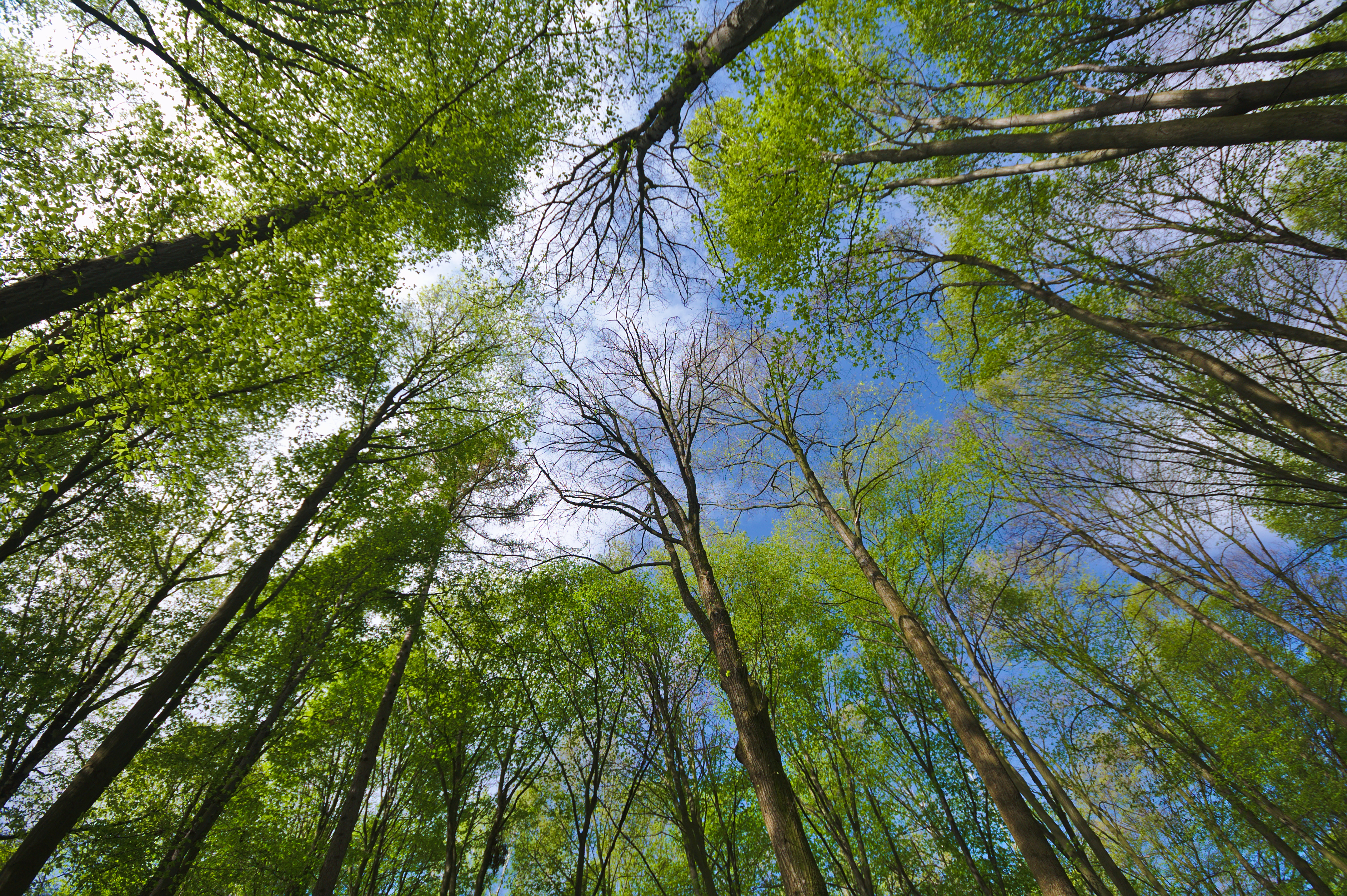
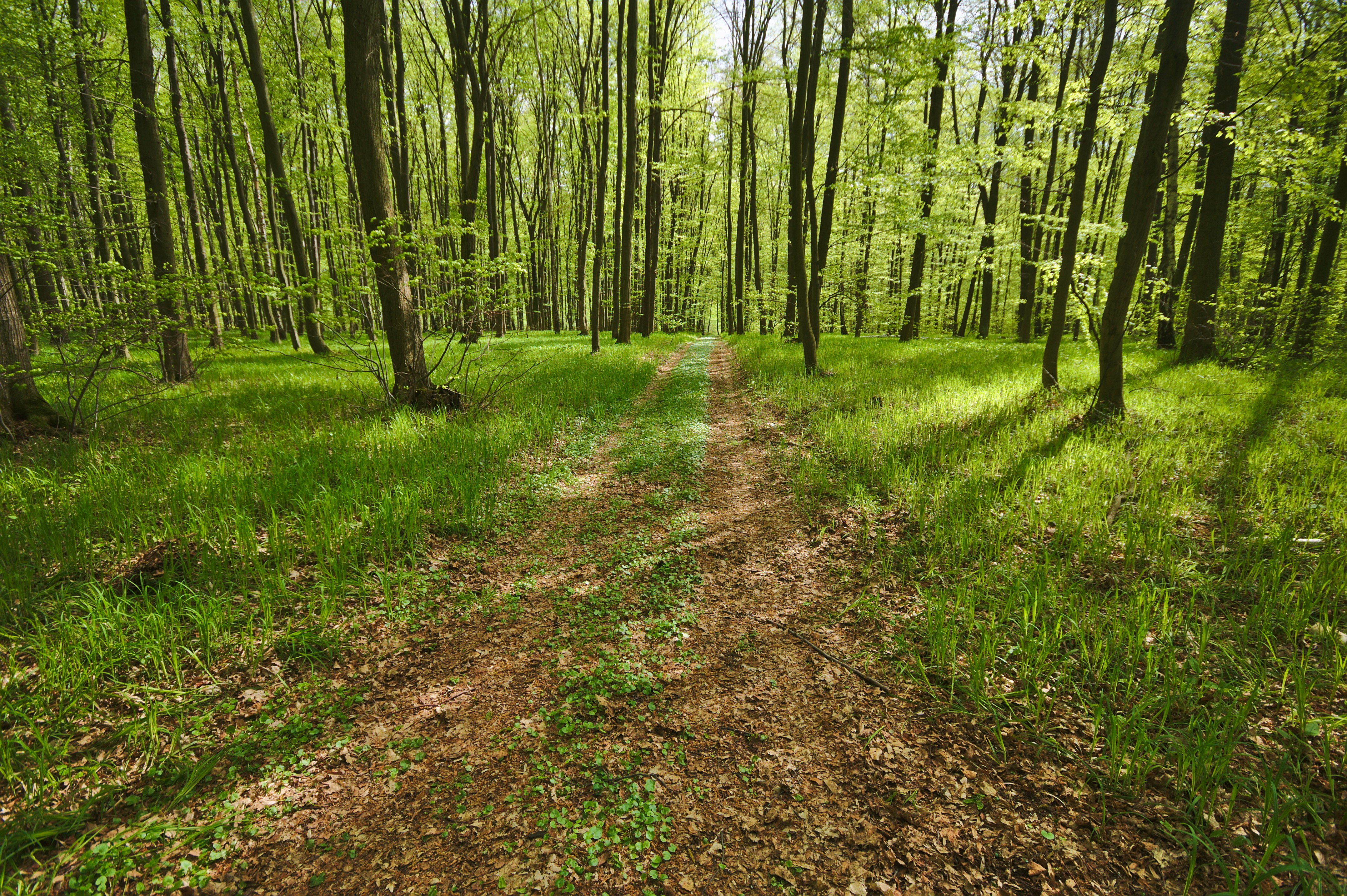
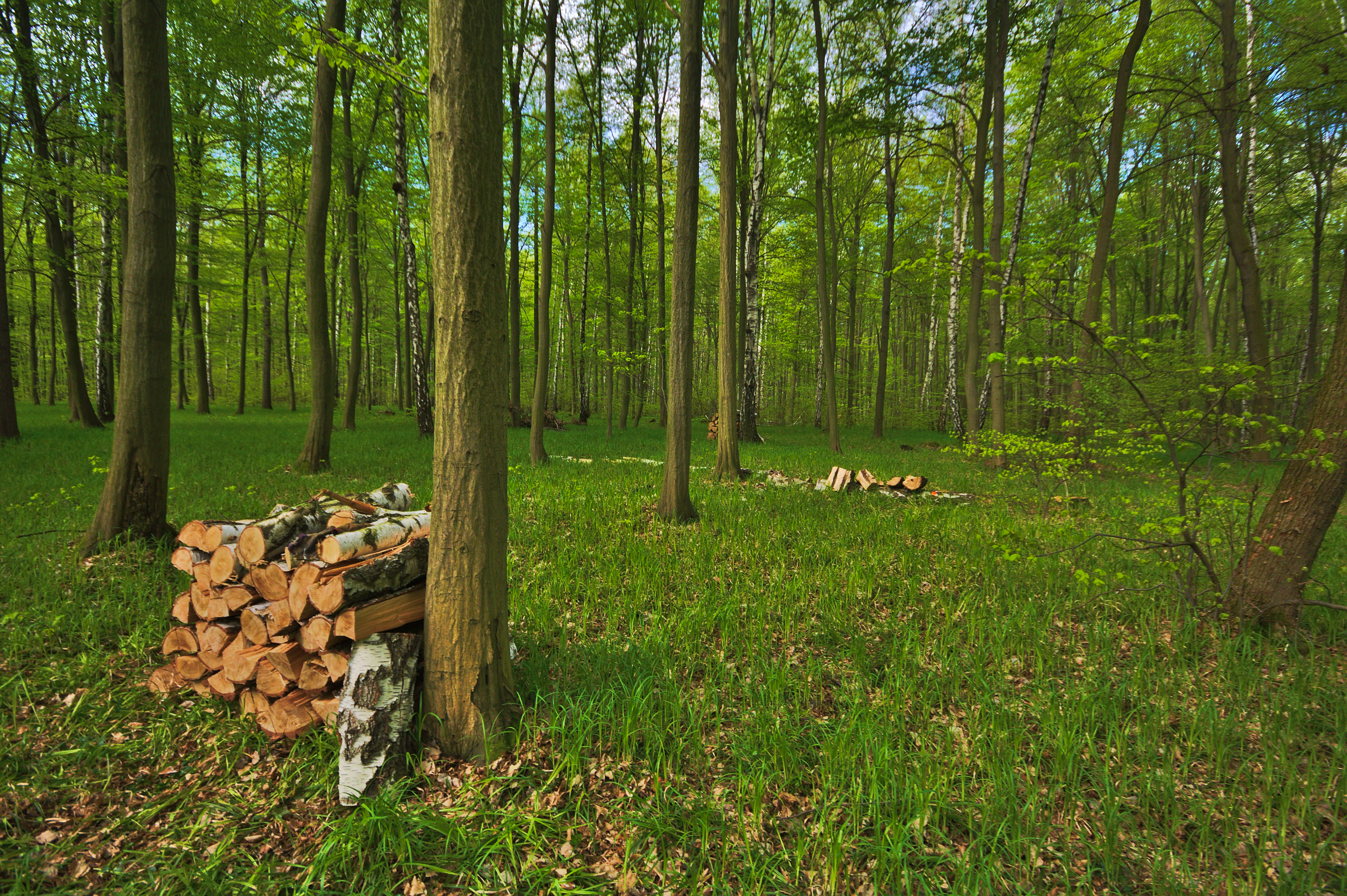
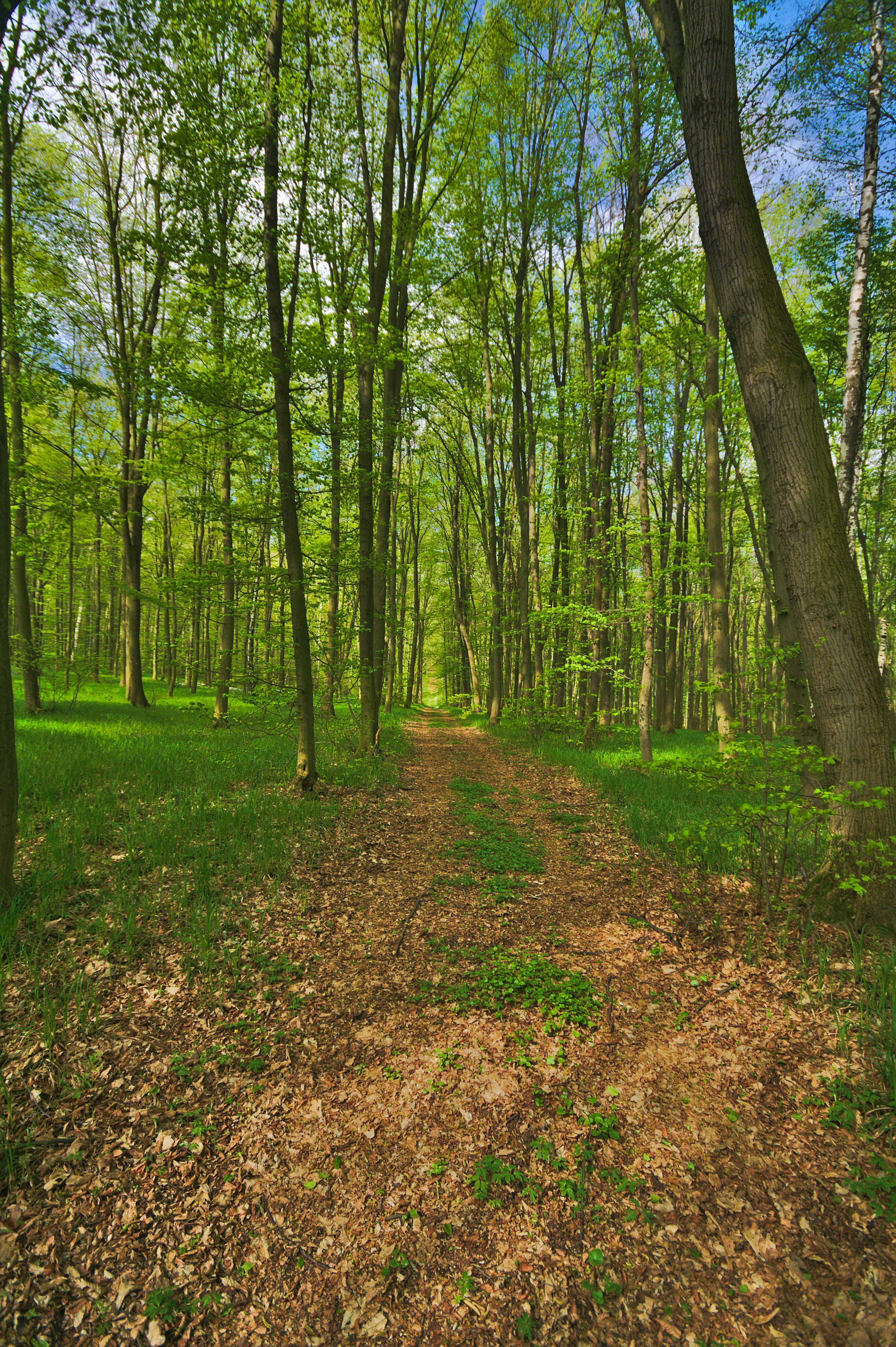
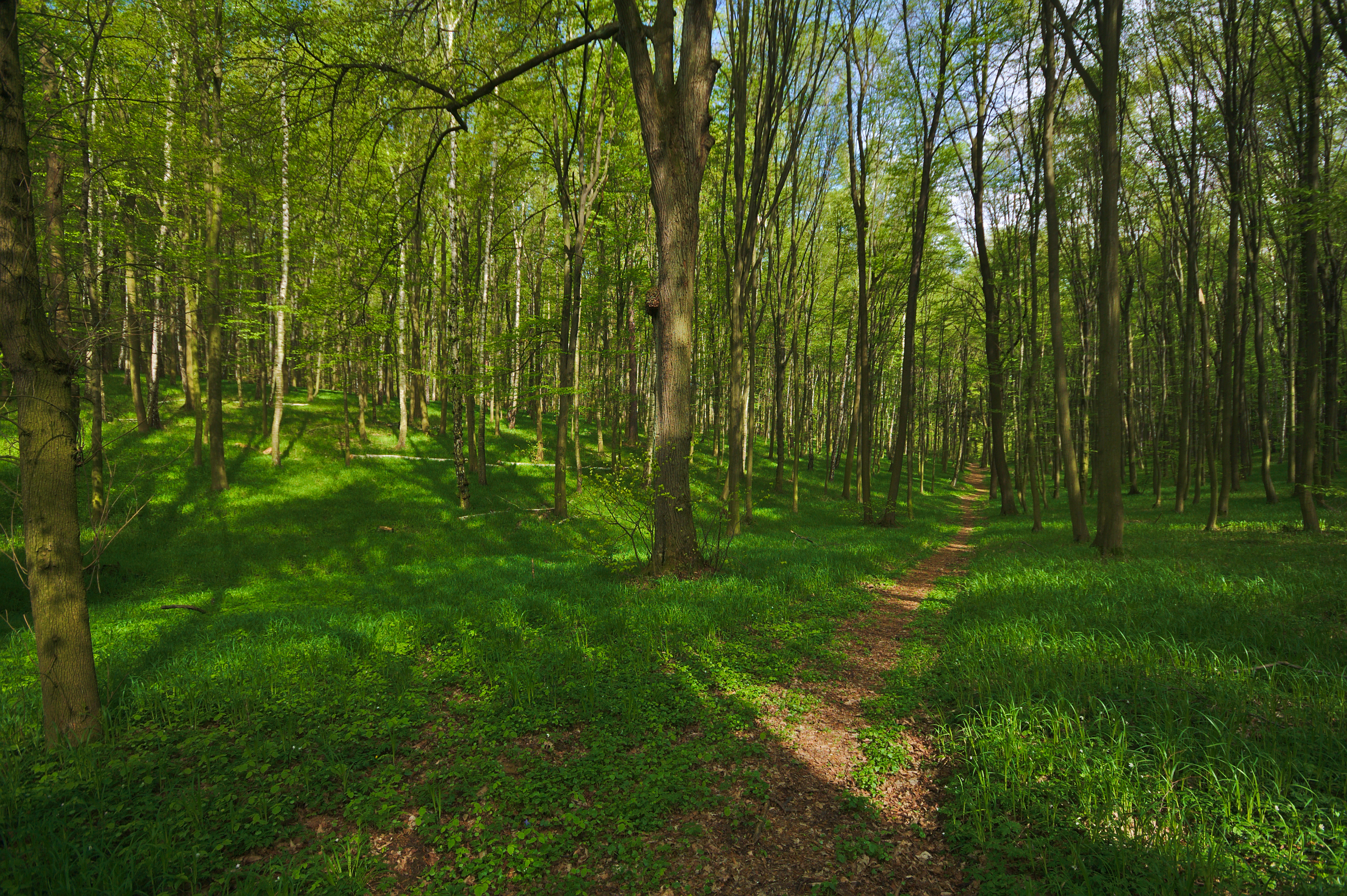
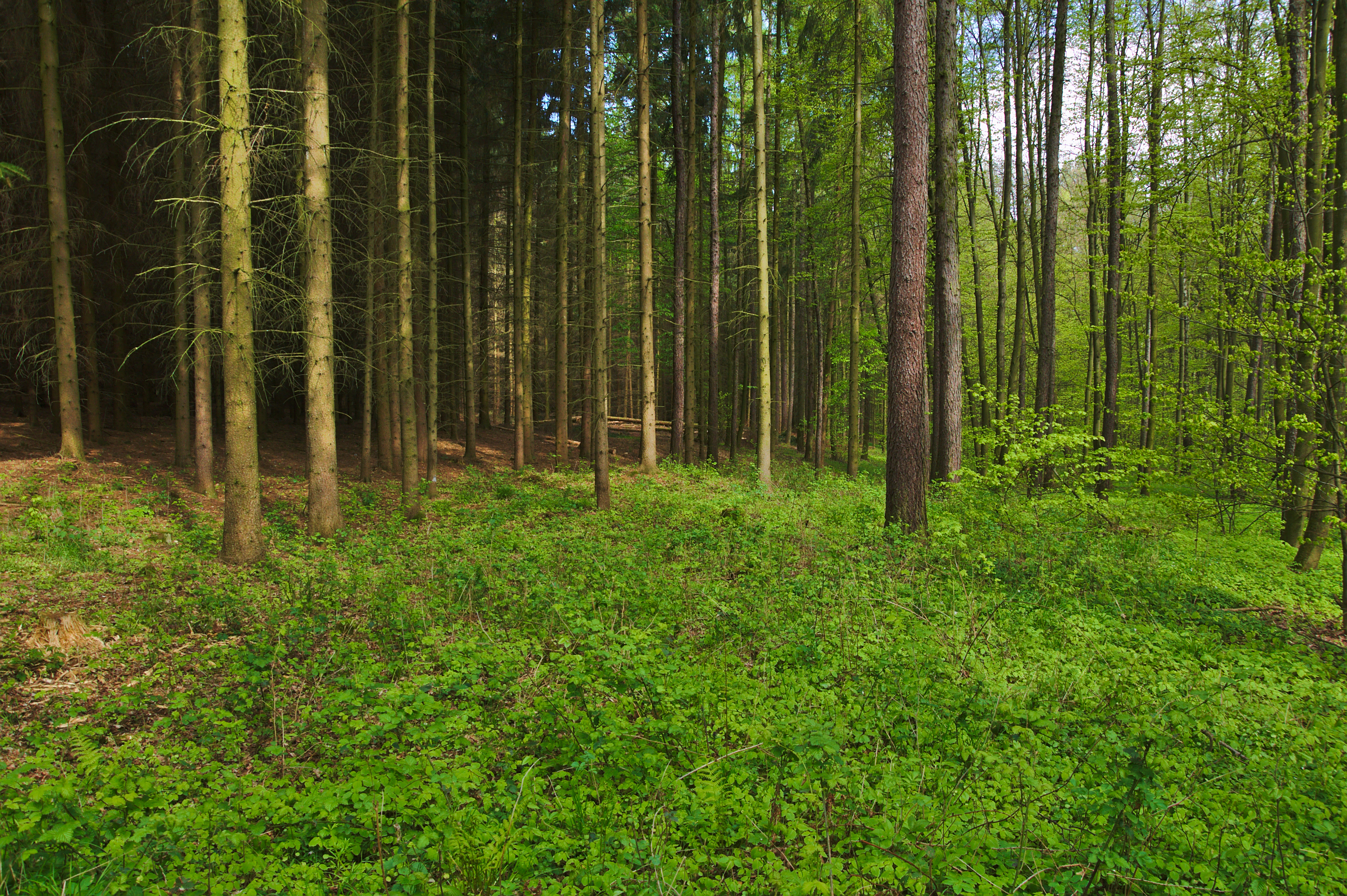